# Samuel Ossa
Samuel Ossa Borne (1862-¿?) fue un político chileno, empleado de Correos y Telégrafos, que se desempeñó como intendente de la provincia de Colchagua y gobernador del territorio de Magallanes.

## Biografía
Ossa nació en Chillán, antigua provincia de Ñuble, el 12 de abril de 1862, hijo de José Santos Ossa y Delia Borne.
En 1886 ingresa a laborar en el servicio de Correos de Chile, donde trabaja por cuatro décadas. Colaboró en varios periódicos con artículos sobre temas de Correos, entre ellos Estadística Postal (1897) y La Reforma Postal.
Fue intendente de la antigua provincia de Colchagua entre 1918 y 1920, siendo nombrado gobernador del territorio de Magallanes tras su paso por la huasa provincia. Ejerció esa posición entre el 21 de diciembre de 1920 y el 4 de marzo de 1921. Tras ello, pasó a Santiago a "desempeñar un puesto de importancia" en la Dirección General de Correos y Telégrafos.
Estuvo casado con Matilde García.
Fue integrante de la Sociedad Científica de Chile, la Unión Postal Internacional y colaboró en la Revista Chilena de Historia y Geografía con artículos relacionados con su padre.